# مارکو فینکاتو
مارکو فینکاتو (ایتالیایی: Marco Fincato؛ زادهٔ ۶ اکتبر ۱۹۷۰) دوچرخه‌سوار اهل ایتالیا است.